# San Juan Bautista, Tabasco
San Juan Bautista är en ort i Mexiko.   Den ligger i kommunen Macuspana och delstaten Tabasco, i den sydöstra delen av landet, 700 km öster om huvudstaden Mexico City. San Juan Bautista ligger 33 meter över havet och antalet invånare är 379.
Terrängen runt San Juan Bautista är mycket platt. Runt San Juan Bautista är det ganska tätbefolkat, med 67 invånare per kvadratkilometer. Närmaste större samhälle är Macuspana, 11,6 km sydväst om San Juan Bautista. Trakten runt San Juan Bautista består till största delen av jordbruksmark.